# Reinhard Goebel
Reinhard Goebel,nació el 31 de julio de 1952 en Siegen (Alemania), es un violinista y director de orquesta alemán.

## Biografía
A la edad de doce años de edad, su madre le da sus primeras lecciones de violín. Estudió con Franzjosef Maier, luego con Saschko Gawriloff en el "Folkwangschule" en Essen. Después fue a estudiar con Eduard Melkus en Viena y con Marie Leonhardt en Ámsterdam. En la universidad de Colonia, Reinhard Goebel, estudió musicología. Fue allí donde adquirió su extraordinario conocimiento del repertorio.
En 1973, fundó su conjunto Musica Antiqua Köln, bien conocido por sus interpretaciones revolucionarias de la música barroca en instrumentos originales. Durante muchos años, la escuela de "Colonia" se ha convertido en un lugar clave para los violinistas del barroco.
En 1990, Goebel, de repente debe renunciar a su carrera como violinista debido a una parálisis de la mano izquierda, resultante de una distonía focal. No se desanima y aprende de nuevo a tocar su instrumento al revés, al igual que su ilustre predecesor, Rudolf Kolisch.
En 1997 recibió el premio Estatal de la mano del presidente Johannes Rau. En 2002, fue galardonado con el premio Telemann en Magdeburgo.
En los últimos tiempos, también se ocupa de otras orquestas algunas de las cuales usan instrumentos modernos, para transmitirles la articulación musical del siglo XVIII.
Con su grupo de Musica Antiqua Köln han grabado un sinnúmero de composiciones conocidas y desconocidas. Obtuvo muy pronto un contrato de exclusividad con la empresa "Archiv Produktion" de la Deutsche Grammophon. Bajo esa marca han publicado registros de la literatura para orquesta y para violín de Johann Sebastian Bach, las Sonatas del Rosario de Heinrich Ignaz Franz Biber, y muchas de las obras de Georg Philipp Telemann, Johann David Heinichen, Johann Rosenmüller, Johann Pachelbel, Francesco Maria Veracini, Dietrich Becker y muchos otros.
Goebel trabaja en común con solistas, coros y orquestas de fama mundial para aconsejarles en la práctica de la interpretación de la música antigua y la elección de las obras.
En 2006, Goebel cesó sus actividades como violinista y director artístico de Musica Antiqua Köln, en particular, a causa de problemas de salud tales como una tendinitis. El conjunto Musica Antiqua Köln fue disuelto a finales de noviembre de 2006. Sin embargo, Goebel sigue dirigiendo otras orquestas.

## Discografía selectiva

### Instrumental
- Johann Sebastian Bach, el Arte de la Fuga Musica Antiqua Köln (1984 - DGG)
- Johann Sebastian Bach Brandenburg Concertos, Musica Antiqua Köln (1987 - DGG)
- Heinrich Ignaz Franz Biber, Sonatas del Rosario (1991, DGG)
- Heinrich Ignaz Franz Biber, Harmonia artificiosa (04/2004 - DGG)
- Marc-Antoine Charpentier, la Música sacra (H. 547, H. 513, H. 514, H. 524, H. 522, H. 523) (Colonia, junio de 2003 - DGG)
- François Couperin, Les nations, Musica Antiqua Köln (1984 - DGG)
- John Dowland, Lachrimae or Seven Teares (+ Scheidemann, Holborne, Farina, Johann Schop, Scheidt), Musica Antiqua Köln (1998 - Vanguard Clásicos 99175)
- Johann David Heinichen, Dresde conciertos (Conciertos Seibel 204, 208, 211, 213-215, 217, 226, 231-235, 240), Musica Antiqua Köln (Colonia, febrero-marzo de 1992 - DGG)
- Johann David Heinichen, Lamentationes Jeremiae (DGG)
- Claudio Monteverdi, Combattimento di Tancredi e Clorinda Lamento d'Arianna (+ Farina, Rossi, Fontana, Marini, Giovanni Battista Buonamente), Nigel Rogers Patrizia Kwella, David Thomas, Carolyn Watkinson, Musica Antiqua Köln (1985 - DGG)
- Jean-Fery Rebel Les elemens (+ Telemann, Gluck, Ritter) Musica Antiqua Koln (1995 - DGG)
- Telemann, Obertura, la Música en el agua, Conciertos, Musica Antiqua Köln (1984 - DGG)
- Telemann, Conciertos para instrumentos de viento, Musica Antiqua Köln (1987 - DGG)
- Telemann, Tafelmusik - Musique de Table, Tríos y cuartetos, Musica Antiqua Köln (1989 - DGG)

- Le Parnasse français (Marin Marais, Jean-Féry Rebel, François Couperin, Jean Marie Leclair, Michel Blavet, Michel Corrette) Musica Antiqua Köln (1978 - DGG)
- Chacona (Lully, Marini, Corelli, Purcell, de Golpe, Mayr, Pezel, Muffat), Musica Antiqua Köln (1997 - DGG)

### Vocal
- Lamenti (Monteverdi, Bertali, Legrenzi, Vivaldi, Purcell), Anne-Sofie von Otter, Musica Antiqua Köln (1998 - DGG)
- Lamento (Johann Christoph Bach, Francesco Conti, JS Bach, Carl Philipp Emanuel Bach, Johann Christoph Friedrich Bach) Magdalena Kožená, Musica Antiqua Köln (2005 - DGG)
- De profundis: Cantatas del barroco alemán (Heinrich Schütz, Franz Tunder, Nicolaus Bruhns, Matthias Weckmann, Nicolás Adán Strungk), Michael Schopper (bajo), María Zedelius (soprano), Musica Antiqua Köln (1986 - DGG)
- Los Bach antes de Johann Sebastian (Johann Michael Bach, Georg Christoph Bach, Johann Christoph Bach), María Zedelius (soprano), Ulla Groenewold (alto), David Cordier (contratenor), Rheinische Kantorei, Hermann Max (conductor), Musica Antiqua Köln (1986 - DGG)
- Cantatas y arias mariales (Handel, Giovanni Ferrandini), Anne Sofie von Otter, Musica Antiqua Köln (1994 - DGG)
- Telemann, Ino (Cantata), (+ Carl Wilhelm Remler) Barbara Schlick (soprano), Musica Antiqua Köln (Colonia, septiembre de 1989 - DGG)

### Bandas sonoras
- Banda sonora de la película La pasión del rey de Gérard Corbiau (Lully, Cordier, Cambert, Lambert), Musica Antiqua Köln (2000 - DGG)

- Datos: Q561073
- Multimedia: Reinhard Goebel / Q561073